# Domiziano Arcangeli
Domiziano Arcangeli (ur. 10 czerwca 1968 w Wenecji, zm. 13 lipca 2020 w Los Angeles) – włoski aktor i scenarzysta filmowy i telewizyjny.

## Życiorys
Mając 15 debiutował na ekranie w komediodramacie Ogród Eden (Giardino dell'Eden, 1980), rok potem wystąpił w dramacie Kobiecy miód (Miele di Donna, 1981). Występował we włoskim programie MTV Switch Trip. Pojawił się m.in. w filmie Federico Felliniego Wywiad (Intervista, 1987), a także w biograficznym dramacie Franciszek (Francesco, 1989) jako Abelardo, mężczyzna na Lateranie z Mickeyem Rourke w tytułowej roli Franciszka z Asyżu. Na planie filmowym spotkał się trzykrotnie z Sarah Buxton (z opery mydlanej Moda na sukces), u boku której zagrał w krótkometrażowej komedii Dramatyczna królowa (Drama Queen, 2002) jako Gianni, dramacie Kuchnia grzechu (Sin’s Kitchen, 2004) w roli Carltona i thrillerze Diabelska szosa (Devil's Highway, 2005).
Wystąpił jako demon w dokumentalnym miniserialu TNT Biblijne dowody (The Bible Proven, 2006).

### Życie prywatne
10 maja 1988 roku poślubił Raffaellę Baracchi. Ich ślub został jednak anulowany.

## Filmografia

### Filmy fabularne
- 1981: Ogród Eden (Eden no sono)
- 1981: Kobiecy miód (Miele di Donna)
- 1982: Dobry żołnierz (Il Buon soldato)
- 1983: Arka boga słońca (I Sopravvissuti della città morta)
- 1984: Chłopak z Ebalus (Il Ragazzo di Ebalus)
- 1984: La Donna del mare
- 1984: Barcamenandoci
- 1984: Ulica tańca (In punta di piedi)
- 1985: Przyjemność (Il Piacere)
- 1985: L'Ultimo giorno
- 1985: Passaporto segnalato jako Luc
- 1986: Nie ma skrupułów (Senza scrupoli)
- 1986: Penombra jako Yann Alexis
- 1987: Miejsce wojownicy (Urban Warriors)
- 1987: Wywiad (Intervista)
- 1988: Rorret jako reżyser castingu
- 1988: Pigmalion 88 (Pygmalion 88) jako Manuel
- 1988: Miłość kobiety (Un Amore di donna)
- 1989: Ragazzi nervosi jako Beppe
- 1989: Franciszek (Francesco) jako Abelardo, mężczyzna na Lateranie
- 1989: Dreszczowa miłość (Thrilling Love)
- 1989: Jiboa (Jiboa, il sentiero dei diamanti)
- 1990: La Sposa di San Paolo
- 1990: Amore, non uccidermi
- 1991: Cielesna lalka (Bambola di carne) jako Silvio
- 1991: Czarne demony (Demoni 3)
- 1991: Papryka, życie w Brothel (Paprika) jako Gualtiero Rosasco, syn
- 1992: Belle da morire
- 1992: L'Urlo della verità jako Roberto
- 1993: Mroczny piątek (Venerdì nero)
- 1993: Ekstaza (Estasi)
- 1994: Beniamino Gad – Alle soglie dell'incubo jako Jim
- 1996: Intymne przestępstwa (Delitti a Luce Rossa) jako Kristian
- 1999: Czerwony jedwab (Red Silk)
- 2000: Il Conte di Melissa
- 2002: Incubus
- 2002: Wenecki kaprys (Capriccio veneziano)
- 2002: Out of Sync jako Hooker
- 2003: Clandestino
- 2003: Woda...ogień (L'Acqua... il fuoco)
- 2003: Ludożerczy świat (Mondo cannibale) jako Ludwig
- 2004: Eden (Casa Eden)
- 2004: Kuchnia grzechu (Sin’s Kitchen) jako Carlton
- 2005: Diabelska szosa (Devil's Highway)
- 2005: Pchnięcie (Thrust) jako Tv Exec
- 2005: Flores de perversión
- 2006: Wilkołak w więzieniu kobiet (Werewolf in a Women's Prison) jako Juan
- 2007: Twarz gry (Gameface) jako Mickey
- 2007: Co z wielka idea (What a Great Idea) jako Dominic
- 2007: Poszukiwanie Caravaggio (The Search for Caravaggio) jako kardynał

### Filmy TV
- 1984: La Vigna di uve nere
- 1987: Provare per credere
- 1990: Una Prova d'innocenza
- 1991: Viaggio in Italia jako Frate Francesco
- 1992: W głębi serca (Posto Freddo in Fondo al Cuore)
- 1993: Albert Savarus
- 1996: Storia di un ufficiale di carriera jako Angelo
- 1997: Inquietudine

### Seriale TV
- 1998: Le Ragazze di Piazza di Spagna jako Helmut
- 2002-2003: ChromiumBlue.com jako Popo

### Filmy krótkometrażowe
- 2002: Dramatyczna królowa (Drama Queen) jako Gianni
- 2006: Niski poziom (Low) jako kochanek